# Đuông

Đuông dừa

Đuông là ấu trùng dạng sâu của một số loại bọ cánh cứng, thường sinh sống trong lõi non bên trong ngọn cây chà là dại, dừa, cau, đủng đỉnh, nói chung là các loại cây thuộc họ Cau, được sử dụng để làm nhiều món đặc sản trong ẩm thực Việt Nam vùng Nam Bộ và duyên hải Nam Trung Bộ.

## Đặc điểm
Đuông là ấu trùng của loại bọ cánh cứng như con kiến vương, bọ rầy, chuyên đục phá trên các cổ hũ non mềm ở ngọn cây chà là, cau, dừa, đủng đỉnh, tuy mỗi loại cây sẽ được các giống bọ cánh cứng khác nhau ưa chuộng. Đến mùa sinh sản, bọ cánh cứng đục lỗ trên ngọn cây và đẻ trứng vào. Ấu trùng lớn gần bằng ngón tay thì hóa thành đuông có hình dạng giống con sâu béo mập. Đuông trưởng thành, tùy loại sẽ có kích thước bằng ngón tay trỏ hoặc thậm chí bằng ngón chân cái người lớn, dài chừng 3 cm đến 5 cm, toàn thân có màu trắng (đuông chà là) hoặc vàng nhạt (đuông dừa) và vào thời kỳ này, con đuông non nào cũng ứ sữa, mập tròn và mềm nhũn. Người ta chỉ tìm được đuông khi thấy chòm lá trên ngọn cây chà là, dừa, cau bị héo và đổ gục xuống. Dù hầu như không thể nhìn ngọn tàu lá rũ xuống để xác định tuổi và độ lớn của đuông, người ta thường bắt bằng cách leo lên chặt cả ngọn cây, do cây bị đuông ăn thì cũng không thể sống tiếp được, hốt trọn ổ đuông mang về nhà (với đuông dừa), hoặc thu hoạch ngọn cây với đuông ở trong, phần thân của ngọn cây vẫn tiếp tục sống để nuôi đuông (với đuông chà là).
Thường đuông chà là chỉ có một con tại một cổ hũ cây, trong khi đuông dừa có thể có hàng trăm con trong một cổ hũ.

## Các loại đuông thông dụng
Các loại cây thường có đuông là chà là, dừa, cau, và có thể có cả ở măng, tuy thường gặp nhất là các loại đuông chà là, đuông dừa, quý nhất và cũng hiếm nhất là đuông chà là.

### Đuông chà là
Đuông chà là không có ruột đen, không có lông như đuông dừa mà trắng muốt, sống trong những ngọn cây chà là mọc hoang dại thành từng bụi ở các vùng cù lao, bán đảo như Trà Vinh, không phải là giống cây chà là lấy quả như thường gặp ở Campuchia. Đầu mùa mưa, kiến dương, một loại bọ cánh cứng màu hung to hơn con bọ rầy, khoét lỗ cổ hũ chà là đẻ trứng vào. Khoảng tháng 10 âm lịch con đuông phát triển hoàn chỉnh và lâu lâu sau đó, nếu không bị người tìm bắt, sẽ mọc chân, cánh, phá tổ bay ra khi mùa xuân đến. Chính ngay giai đoạn quá độ của con đuông chuyển thành kiến dương ấy thường là lúc người ta săn tìm món thực phẩm quý hiếm này. Ngọn chà là có đuông được chặt đem về, bó thành từng bó, có thể để một thời gian nuôi đuông sống tiếp chờ ngày mang ra chợ bán hoặc đem biếu. Khi đem đuông ra chế biến món ăn người nội trợ dùng dao chẻ thật nhẹ nhàng để tách ngọn chà là, tránh làm vỡ đuông ở trong.
Đuông chà là hiện nay rất hiếm và giá thành khá đắt, do mỗi cây chà là chỉ cho một con đuông, và những rừng chà là hoang dại ven biển hiện hầu như đã bị tận diệt. Thêm vào đó, đuông chà là là loại đuông ngon đặc biệt, giàu chất dinh dưỡng, hương vị thơm ngon và ngọt béo như mùi sữa.

### Đuông dừa
Ở đồng bằng sông Cửu Long, đặc biệt là tỉnh Bến Tre, có rất nhiều dừa. Cây dừa thường hay bị đuông ăn cho đến chết.
Hàng năm, cứ sau mùa giao phối, bọ kiến dương thường chọn cây dừa sung sức để khoét ngọn vào sinh trứng. Trứng nở ra ấu trùng và lớn dần lên nhờ ngày đêm ăn cổ hũ dừa vừa mềm vừa bổ cho đến khi xuyên thủng ngọn dừa làm cây dừa kiệt sức rồi úa tàn dần đến chết. lúc đọt thối ngã ngang cũng là lúc đuông trong cây dừa rất nhiều, áp tai vào thân dừa sẽ nghe đuông rầm rì ở trong. Bổ thân dừa ra, mỗi con nằm một lỗ và một cây có hàng trăm con, những con mọc cánh có người bảo ăn được và ngon nữa là khác. Chủ vườn phải hạ đốn để bắt đuông.

## Các loại khác

### Đuông đất
Đây là loại đuông khá đặc biệt, không sống trên ngọn cây mà trong đất cát vàng, những con giồng cát miền duyên hải. Lê Tân, trong cuốn Ẩm thực Trà Vinh cho biết loại đuông đất là do con bọ rầy, một giống côn trùng có cánh màu hung sinh ra. Con đực và con cái giao phối với nhau trên những tán cây như tre, đào lộn hột (cây điều) rồi đến khoảng tháng 6, 7 âm lịch thì sà xuống đất, bới đất làm hang sinh ấu trùng. Sau khi ấu trùng nở thành con đuông con tiếp tục moi hang và sống dưới mặt đất. Khoảng tháng 9 âm lịch thì đuông đầy đặn, đúng tuổi, ăn béo, có thể to bằng ngón tay cái người lớn. Người thu hoạch tìm bắt đuông rồi rửa sạch, ngắt đít, bỏ ruột đen sau đó chế biến các món ăn.

### Đuông nuôi trong mía
Vũ Bằng, trong cuốn Món lạ Miền Nam, còn giới thiệu món "đuông mía", tuy không phải là đuông tự sinh trong cây mía mà là giống đuông chà là, đuông dừa, đuông cau được người sành ẩm thực đem về nuôi trong các đọt cây mía. Nguyên đuông chà là, đuông cau, đuông dừa lấy ra ăn luôn đã ngon và bổ lắm rồi, nhưng có người "kỳ kèo" cho thế là chưa đủ ngọt lại cho đuông ăn mía. Cây mía đem đục một lỗ to ở giữa, đuông sống bắt ra cho vào lỗ đó, mỗi cây mía một con, đậy kín lại để con đuông ăn rỗng hết các cây mía. Đuông ăn hết mía rồi, lúc đó người ta mới đem đuông ra làm thịt.

## Các món ăn được làm từ đuông
Các món ăn được làm từ đuông thường không mấy đa dạng, chủ yếu là các món chiên, nướng, hấp xôi, thậm chí ăn sống. Đuông được bổ ra khỏi đọt cây vật chủ, được sơ chế bằng cách ngâm qua nước mắm, nước muối tương đối mặn nhả hết chất dơ, hoặc có thể dội qua nước sôi cho sạch (với đuông dừa, đuông cau, và có thể không cần với đuông chà là).

### Ăn sống
Đuông ăn sống thường chỉ dùng loại đuông chà là, béo, không có lông và trong ruột rất sạch. Những người đi tìm đuông, sau khi phát các bụi gai nhọn hoắt để tìm và chặt các cổ hũ chà là héo rũ (có đuông ở trong), họ có thể nhẹ nhàng tách cổ hũ lấy đuông, ngắt bỏ đầu và ăn sống. Khi ăn như vậy không hề có cảm giác tanh hôi mà rất bổ, thơm ngon như việc mút lòng đỏ trứng gà sống.

### Đuông tẩm nước mắm
Đây cũng là món sống, dân sành điệu còn gọi "đuông lội sông" do những con đuông vàng rụm dài khoảng 2–3 cm, mình tròn trịa, di chuyển trong đĩa nước mắm như những chiếc xe lội sông. Thực khách gắp lấy một con đuông cho vào miệng nhai vỡ để các dinh dưỡng trong mình đuông lan tỏa trong miệng tạo nên hương vị ngọt ngọt, bùi bùi, vừa giống trứng vừa giống pho mát.

### Đuông lăn bột chiên
Đuông lăn bột chiên cũng món đuông tương đối phổ biến tuy cách làm tùy người nội trợ và tùy địa phương, rất đa dạng. Đuông sơ chế sau đó có thể dồn một vài hạt đậu phộng vào trong thân đuông, lăn qua hỗn hợp bột mì, bột năng, trứng gà, chút hồ tiêu tán nhuyễn, muối, đem chiên vừa độ vàng trong chảo mỡ sau đó đảo qua bơ cho thơm vàng.

### Đuông rang
Đuông sơ chế cho vào chảo rang mặn và hơi khô với muối, đường, bột ngọt, gần tương tự như cách làm món nhộng tằm, thường dùng như một món ăn mặn với cơm.

### Đuông nướng
Đuông nướng có thể thực hiện bằng cách bỏ lò nướng, phết bơ, nhưng thịnh hành nhất là đuông nướng lửa than. Ở Nam Bộ, tương truyền món đuông dừa nướng lửa than đã được tiến cống cung đình triều Nguyễn dưới thời Hoàng thái hậu Từ Dụ và Hoàng hậu Nam Phương. Đuông dừa nướng lửa than bằng cách dùng hai thanh tre hoặc trúc, chẻ vừa miếng làm nẹp, kẹp đuông còn sống vào giữa để lên lửa than nướng liu riu, trở qua xoay lại cho đến khi chín giòn. Lấy ra mở nẹp xếp vào đĩa. Sửa soạn chén nước mắm me bằng cách lấy me lùi vào than cho chín rồi rót nước mắm Phú Quốc vào, thêm chút đường, bột ngọt cho vừa ăn. Đuông nướng ăn với các loại rau xà lách, rau cải trời, rau càng cua, cải xanh, húng quế, tía tô, ớt bằng cách dùng tay bốc đuông dừa lót lên các loại rau cuốn lại chấm vào chén mắm me chua.

### Đuông luộc nước dừa
Đuông luộc nước dừa tươi rồi vớt ra ăn bằng cách cuốn với một số loại rau thơm trong bánh tráng, chấm nước mắm cơm mẻ trộn sả, ớt bằm nhuyễn.

### Đuông hấp xôi
Thổi nồi xôi trắng, cho vài ba con đuông chà là hoặc đuông dừa lên trên bề mặt gạo nếp. Khi xôi chín thì đuông cũng chín. Người ta có thể ăn xôi kèm với đuông, cũng có thể chọc cho sữa trong ruột đuông tươm ra, xới trộn đều với xôi. Xôi đuông có thể được trộn thêm với đường hoặc ăn với nước mắm ngon cho đỡ ngán, đặc biệt là ăn với thịt gà rang. Theo sử sách ghi lại, thời nhà Nguyễn có hai ông vua cực kỳ thích ăn xôi với đuông dừa là Gia Long và Minh Mạng. Lúc ở Bến Tre, cha con ông hoàng được dân bắt đuông về hấp xôi dâng lên. Thấy vua khoái khẩu, sau này người dân trong vùng hấp xôi đuông tiến kinh hàng năm. Vua Minh Mạng còn cho khắc trái bần và con đuông lên Cửu Đỉnh đặt ở thế miếu ngoài cung đình Huế, xem như sản vật quý lạ nước Nam.

### Cháo đuông
Dùng đuông sơ chế nấu cháo với nước cốt dừa, đây là loại cháo thường được thực hiện với đuông trong cây đủng đỉnh.

### Gỏi cổ hũ đuông dừa
Gỏi được thực hiện với cổ hũ dừa thái con chì, ớt chuông thái mỏng, hành lá cắt khúc kết hợp với thịt tôm hùm, bánh phồng tôm chiên giòn. Tất cả các nguyên liệu đã sơ chế nói trên được trộn đều trong các gia vị như mù tạt, dấm, dầu olive, xếp ra đĩa và bày khoảng mươi con đuông dừa chiên vàng lên trên.

## Thưởng thức
Các món đuông lăn bột chiên, đuông nướng thường thích hợp nhất là đi kèm với rượu trắng chát nhẹ, hoặc một vài ly rượu cúc nhẹ, chứ không hợp với rượu đế có nồng độ cồn cao. Đuông cũng thường được ăn một cách nhấm nháp và hiếm khi kết hợp với các loại đồ nhắm, rau, dưa khác. Theo Vũ Bằng, muốn ăn cách gì thì ăn, thưởng thức con đuông cũng cần phải theo nền nếp chứ không thể coi thường quy tắc được. Bởi đuông là một miếng ngon được liệt vào "siêu hạng", vượt hẳn các thức ăn khác, nên không thể có thức nào đi đôi với nó được; ăn đuông thì phải ăn trơn một thứ đuông không, chứ không thể ăn kèm với rau hay giá, hoặc với đồ chua như cà rốt, cải hay cần tây ngâm dấm.

## Dị ứng, ngộ độc do ăn đuông
Việc ăn đuông không qua chế biến có thể mang lại nhiều triệu chứng có hại thậm chí nguy hiểm cho người ăn.